# Manuel Villar Jiménez
Manuel Villar Jiménez (Tudela, 3 de mayo de 1849 – Bilbao, 28 de octubre de 1902) fue un cantor, profesor de música y compositor navarro.

## Biografía
Fue infante y contralto en la capilla de Santa Ana, perteneciente a la Catedral de Tudela, y allá sus profesores fueron D. Pablo Puebla y D. Ángel Malumbres. Con 18 años se presentó a las oposiciones para contralto de la Basílica de Santiago de Bilbao, consiguió la plaza de cantor con muy buena acogida y ejerció en el puesto hasta el fin de sus días. Estudió armonía de la mano de D. Enrique Barrera, maestro de la Catedral de Burgos.
Por otro lado, también ejerció de profesor de música en las escuelas municipales de Bilbao, dando clases de solfeo y canto. Se conservan dos de sus trabajos didácticos: Prontuario o gramática musical y la colección de cantos Carteles musicales, también hizo una colección de cantos escolares: La Música en las escuelas elementales.

## Obras
Más de 30 zortzikos; 300 coros para la Academia de música bilbaína; 365 avemarías (una por día del año); 1 Plegaria a la Virgen.
Algunas obras a destacar:
- Laurak bat, zortziko para voz y piano dedicado a la sociedad homónima de Buenos Aires.[1]
- No te olvido, zortziko, dedicado a su madre.[1]
- Árbol querido, balada.[1]
- La primavera, Romanza, homenaje a Trueba.[1]
- Himno a la aplicación, interpretado por un coro de 2.600 niños y las bandas de Santa Cecilia y Garellano, compuesto para el gran festival infantil celebrado en Bilbao el 26 de agosto de 1892.[1]
- Himno de los auxiliares, el más popular, compuesto durante el tercer sitio carlista de Bilbao.[1]